# Wendingen
Wendingen (lett. "svolte" o "cambiamenti") è stata una rivista di architettura e d'arte pubblicata tra il 1918 e il 1932, rivolta ad architetti e interior designer.

## Storia editoriale
La rivista era pubblicata dall'editore Hooge Brug (1918-1923), originario di Amsterdam, e dall'editore C.A. Mees (1924-1931), originario di Santpoort, e si faceva portavoce dell'associazione di architetti Architectura et Amicitia ("architettura e amicizia"). Il caporedattore era l'architetto Hendricus Theodorus Wijdeveld. Inizialmente Wendingen fu un'importante piattaforma per l'espressionismo olandese, in particolar modo per la Scuola di Amsterdam, e più tardi appoggiò le idee della Nuova Oggettività.
Benché Wendingen fosse strettamente legata ad un'associazione di architetti, i suoi contenuti si estendevano oltre l'architettura, includendo anche il design e l'arte pittorica. La rivista divenne presto nota non solo per i suoi contenuti, ma anche per il suo peculiare formato quadrato e la sua originalissima tipografia, creata da H. T. Wijdeveld, El Lissitzky, Vilmos Huszar ed altri.
All'interno dell'architettura moderna degli anni Venti si possono distinguere tre correnti chiaramente distinte: il Cubismo, l'Espressionismo e il Costruttivismo. In Olanda Wendingen (prima pubblicazione nel gennaio 1918) divenne la rappresentante dell'architettura espressionista internazionale, diversamente dalla rivista De Stijl (prima pubblicazione nell'ottobre 1917), che si fece rappresentante del Movimento Moderno.

## Galleria d'immagini

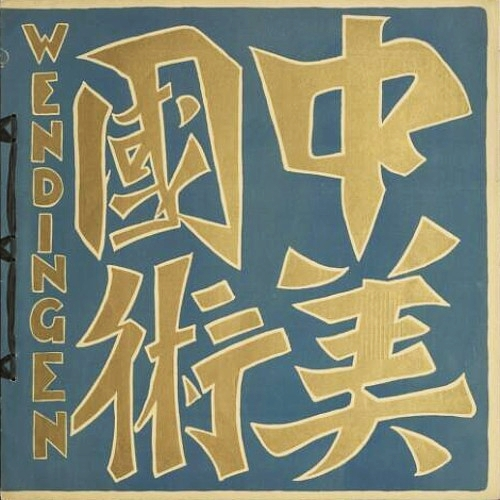
Copertina: Michel de Klerk (settembre 1921)
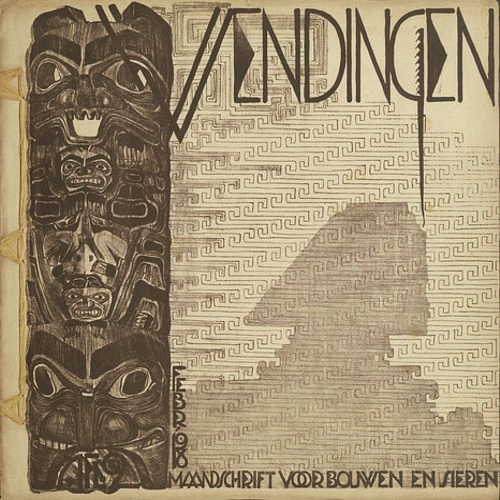
Copertina: Michel de Klerk (febbraio 1918)
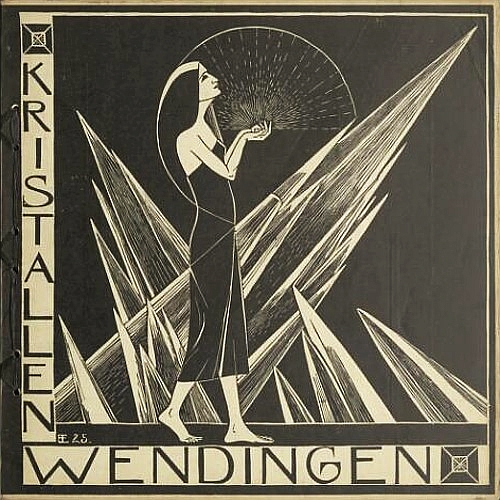
Copertina: Bernard Essers (aprile 1925)
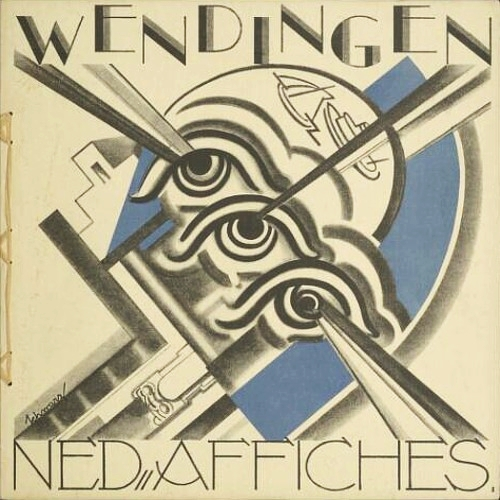
Copertina: S. L. Schwarz (febbraio 1932)
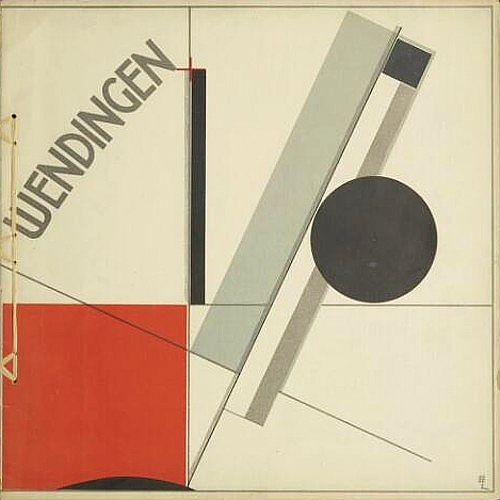
Copertina: El Lissitzky (novembre 1922)